# 1346
1346 (MCCCXLVI) var ett normalår som började en söndag i den julianska kalendern. Det var ett år under 1300-talet, mitt i den period som i den Europeiska historiebeskrivningen kallas för senmedeltiden.
I Asien drabbade digerdöden trupperna i Gyllene hordens khanat och när de attackerade genueserna förde de sjukdomen vidare vilket gjorde att den så småningom kunde spridas vidare till resten av Europa. I centrala och östra Asien inleddes en rad revolter efter att khanen av Kazan dödades i ett uppror och Chagataikhanatet började splittras och falla sönder. Flera uppror i Kina inleddes, vilket så småningom skulle leda till störtandet av Yuandynastin. Detta året vann kungariket Vijayanagar flera segrar över de muslimska erövrarna i norr.
I östra Europa blev Stefan Uroš IV Dušan den 16 april tsar över Serbien. I det närliggande bysantinska riket gifte sig den osmanske emiren Orhan med den bysantinska prinsessan Theodora som en del av en allians mellan hennes far Johannes VI Cantacuzenos och osmanerna. De pågående inbördeskrigen i Bulgarien och bysantinska riket fortsatte.
Danmark sålde sin del av norra Estland till Livländska orden efter att man till slut hade lyckats stävja det andra stora estniska upproret. I Centraleuropa blev Karl IV av huset Luxemburg den 11 juli vald till tysk-romersk kejsare. Ett antal bankfamiljer i Italien, inklusive familjen Bardi, gick detta år i konkurs och stor del av Italien drabbades av hungersnöd. I Västeuropa fortsatte hundraårskriget mellan de båda kungarikena Frankrike och England. Edvard III av England ledde en invasion på kontinenten och vann ett antal segrar, däribland slaget vid Crécy.

## Händelser

### Mars
- 18 mars – Frankrike påbörjar förberedelserna för försvar av kanalkusterna.[1]

### April
- April – Frankrike belägrar Aiguillon.[1]
- 16 april – Serbiska tsardömet utropas i Skopje av Dusan Silni, och täcker stora delar av Sydösteuropa.[2]

### Maj
- Maj–juni – En engelsk invasionsflotta samlas vid Portsmouth.[1]
- 1 maj – Kung Magnus och drottning Blanka testamenterar Vadstena kungsgård till att bli ett kloster.

### Juni
- 9 juni – I slaget vid Sainte Pol de Leon vinner den engelska armén mot Karl av Blois i Bretagne.[1]
- 20 juni – Engelsmännen vinner en mindre seger vid La Roche-Derrien i Bretagne.[1]
- 24 juni – Ledarna i Gent, Brygge och Ypres enas om att stödja den engelske kungen Edvard III.[1]

### Juli
- Juli – Edvard III ger order om att stänga alla engelska hamnar för att hindra att information når Frankrike.[1]
- 1 juli – Karl IV av Luxemburg väljs till tysk-romersk kejsare.[3]
- 3 juli – Engelska flottan försöker segla från Portsmouth till Normandie, men tvingas tillbaka i motvind.[1]
- 11–12 juli – Edvard III och den engelska armén korsar Engelska kanalen och börjar invadera Frankrike.[4]
- 12–18 juli – Engelsmännen genomför räder och bränner städer och byar längsmed Cotentinhalvön.[4]

### Augusti
- 26 augusti – England besegrar Frankrike i Slaget vid Crécy.[5]

### September
- 4 september – Engelska skepp börjar belägringen av Calais.[5]

### Oktober
- Oktober – Flera Mongolstäder längsmed Krim rensas på invånare av Digerdöden.[6]
- 17 oktober – I slaget vid Neville's Cross vinner Englands armé mot skottarna.[7]

### Okänt datum
- Våren – Digerdöden drabbar Krim.[6]
- Den svenske tronföljaren Erik Magnusson gifter sig med Beatrix av Bayern.
- Gränsen mellan Uppsala ärkestift och Åbo stift sätts mellan Kaakamajoki och Kemi älvar.
- Under en visitationsresa döper ärkebiskop Heming Nilsson ett tjugotal samer och karelare från Uleå, Kemi och Simo i Torneå.
- Kanonen tas i bruk i världen för första gången.

## Födda
- Jakob Twinger von Königshofen, tysk krönikeskrivare.

## Avlidna
- Johan av Luxemburg, kung av Böhmen sedan 1310.
- Filippa da Catania, italiensk hovfunktionär.
- Catherine II de Valois, latinsk titulärkejsarinna.

### Fotnoter
1. 1 2 3 4 5 6 7 8  David, Dr. Crecy. 1346: Triumph of the Longbow. Osprey Publishing (UK), 2000. p. 85 ISBN 1-85532-966-2
2. ↑  Evans, Arthur. Ancient Illyria. London: I. B. Tauris, 2007. ISBN 1-84511-167-2 pg. iv
3. ↑  Jeep, John. Medieval Germany. New York: Garland Pub, 2001. p. 108 ISBN 0-8240-7644-3
4. 1 2  Lynn, John. Battle: a History of Combat and Culture. Boulder: Westview Press, 2004. pp. 91–92 ISBN 0-8133-3372-5
5. 1 2  David, Dr. Crecy. 1346: Triumph of the Longbow. Osprey Publishing (UK), 2000. p. 86 ISBN 1-85532-966-2
6. 1 2  Benedictow, Ole Jørgen. The Black Death, 1346-1353. Ipswich: Boydell Press, 2004. ISBN 0-85115-943-5 pp. 51
7. ↑  Kinross, John. Discovering Battlefields of England and Scotland. Princes Risborough: Shire, 2008. p. 40 ISBN 0-7478-0370-6